# Präsident der Generalitat

Emblem der Generalitat de Catalunya

Der Präsident der Generalitat (katalanisch President de la Generalitat de Catalunya) wird vom katalanischen Parlament unter seinen Abgeordneten gewählt und vom spanischen König ernannt. Er ist der oberste Vertreter der Generalitat de Catalunya, die die Gesamtheit der politischen Institutionen umfasst, die im Rahmen des Autonomiestatuts die Selbstverwaltung der spanischen Autonomen Gemeinschaft Katalonien darstellt. 2020 bis 2024 war dies Pere Aragonès (ERC), nachdem gegen Amtsinhaber Quim Torra wegen „Ungehorsams“ (desobediencia) ein Berufsverbot verhängt worden war und dieser seine Ämter ruhen lassen musste. Seit dem 12. August 2024 bildet die Regierung Illa unter Salvador Illa i Roca die Regionalregierung von Katalonien.

## Geschichte
Die Generalitat von Katalonien geht, ebenso wie die Generalitat Valenciana in der Nachbargemeinschaft Valencia, auf die ständigen Ratsversammlungen zurück, die seit dem Mittelalter die Verwaltung in den verschiedenen Territorien der Grafschaft Barcelona (Barcelona, Mallorca, Roussillon und Cerdanya) in den Zeiträumen zwischen dem Zusammentreten der Corts (den Generalständen) gewährleisten sollten. Nach dem Spanischen Erbfolgekrieg (1700–1713) wurden die katalanischen Institutionen aufgelöst, wodurch die katalanische Selbstverwaltung für lange Jahre endete.
In der Zweiten Republik wurde Katalonien zunächst 1931 eine provisorische Autonomie mit Wiedererrichtung der Generalitat gewährt; diese wurde im Autonomiestatut von 1932 festgeschrieben. 1934 wurde das Autonomiestatut Kataloniens aufgehoben, die gesamte katalanische Regierung von der Armee verhaftet und später zu 30 Jahren verschärfter Haft verurteilt. Nach dem Wahlsieg der Volksfront Anfang 1936 wurde die katalanische Regierung aus der Gefängnishaft entlassen und stellte sich gegen den Militärputsch Francisco Francos vom 17. Juli 1936.
Der Spanische Bürgerkrieg (1936–1939) endete mit dem Sieg des Franquismus und der Zerschlagung der katalanischen Autonomie. Die Generalitat existierte anschließend nur im Exil, erst 1977 wurde ihrem Präsidenten Josep Tarradellas im Rahmen der Transition in Spanien zur Demokratie die Rückkehr gestattet. Tarradellas war von 1954 bis 1980 Präsident.
Im Rahmen der demokratischen Reformen in Spanien kam es am 20. März 1980 zu den ersten Parlamentswahlen in Katalonien im Rahmen des Autonomiestatuts von 1978. Dieses erste Autonomiestatut wurde 2006 durch eine Neufassung mit erweiterten Kompetenzen abgelöst.
Von Januar 2016 bis Oktober 2017 amtierte Carles Puigdemont (JxS) als Präsident der Generalitat, der auf Vorschlag seines Vorgängers Artur Mas (CiU) gewählt worden war. Mas war seit der Parlamentswahl in Katalonien 2010 im Amt und folgte José Montilla (PSC) im Amt, das dieser seit 2006 innehatte.

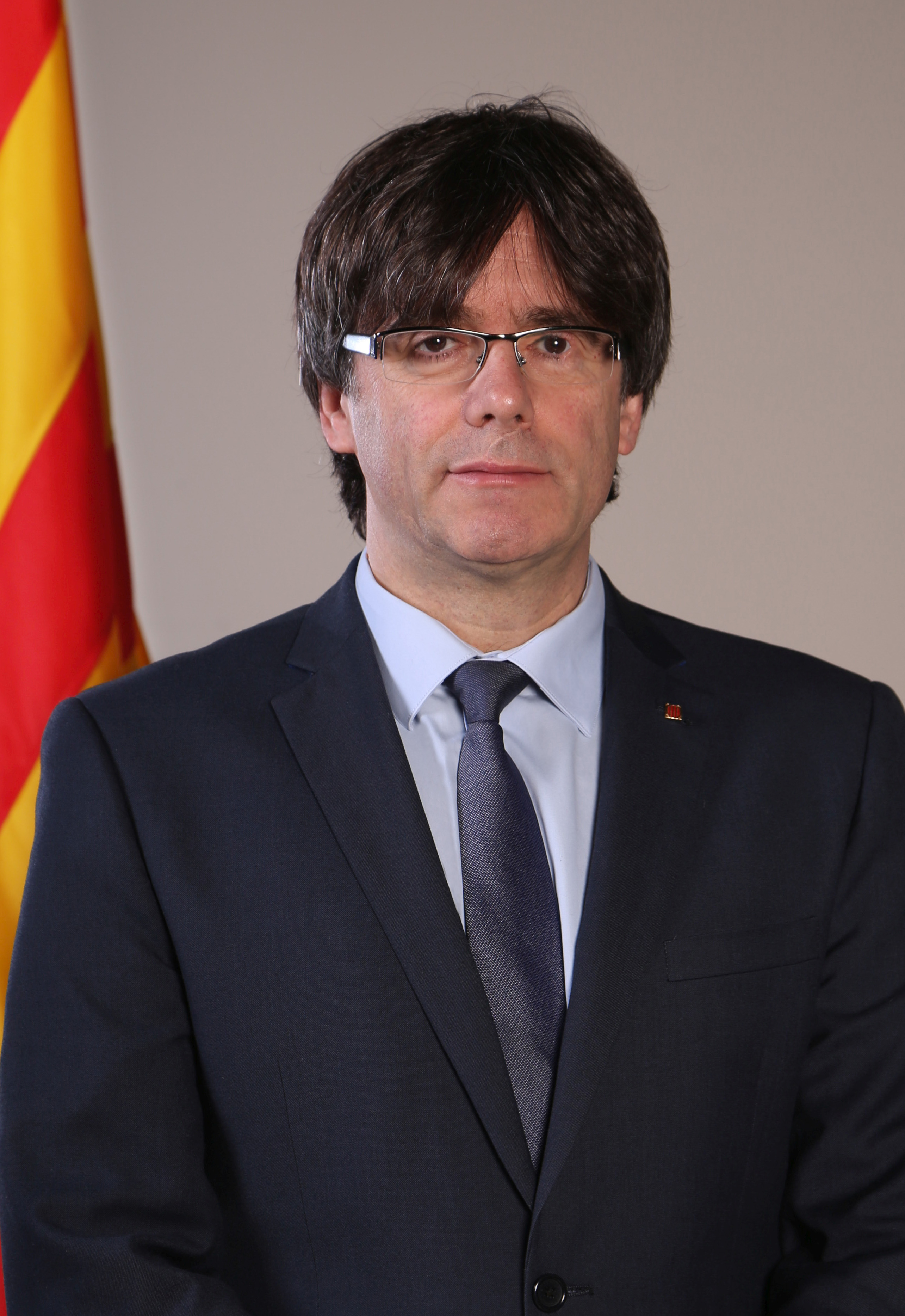
Carles Puigdemont 2016

Nach dem rechtlich unzulässigen Unabhängigkeitsreferendum in Katalonien am 27. Oktober 2017 setzte der spanische Ministerpräsident Mariano Rajoy nach Artikel 155 der Verfassung des Königreichs Spanien Carles Puigdemont und seine Regierung ab und ernannte Soraya Sáenz de Santamaría, die Ministerin für Territorialverwaltung der spanischen Regierung, bis zu den für Dezember angekündigten Neuwahlen zur kommissarischen Regierungschefin von Katalonien. Am 15. Mai 2018 wurde Quim Torra zum neuen Präsidenten der Generalitat gewählt, woraufhin am 2. Juni sein Kabinett vereidigt wurde. Nachdem gegen Quim Torra wegen Ungehorsams ein Ämterverbot ausgesprochen wurde, übernahm dessen Stellvertreter Pere Aragonès am 28. September 2020 das Amt und wurde am 21. Mai 2021 vom neu gewählten Parlament als Regierungschef bestätigt.

## Aufgaben
Der Präsident der Generalitat de Catalunya (President de la Generalitat de Catalunya) ist das Oberhaupt der regionalen Selbstverwaltung. Der Präsident der Generalitat kann laut Autonomiestatut, Art. 67 Nr. 8 einen Conseller Primer (so viel wie Premierminister) ernennen und ernennt die übrigen consellers (so viel wie Ressortminister), die zusammen den Consell Executiu oder Govern de la Generalitat de Catalunya (die katalanische Regierung) bilden, die die vom Parlament beschlossenen Gesetze ausführt, die Verwaltung leitet und ein Gesetzgebungsinitiativrecht hat.

## Liste der Präsidenten der Generalitat seit 1932
- Francesc Macià i Llussà (ERC) 1932–1933
- Lluís Companys (ERC) 1933–1940 (1934–1936 abgesetzt, 1939 geflohen, 1940 in Barcelona erschossen)
- Josep Irla i Bosch (ERC) 1940–1954 (im Exil)
- Josep Tarradellas i Joan (ERC) 1954–1980 (bis 1977 im Exil)
- Jordi Pujol i Soley (CiU) 1980–2003
- Pasqual Maragall i Mira (PSC) 2003–2006
- José Montilla Aguilera (PSC) 2006–2010
- Artur Mas (CiU) 2010–2016
- Carles Puigdemont (JxS) 2016–2017
- Soraya Sáenz de Santamaría (PP) 2017–2018 (kommissarisch)
- Quim Torra (Jxcat) 2018–2020
- Pere Aragonès (ERC) 2020–2024
- Salvador Illa i Roca (PSC) seit 2024

Nach spanischer Zählweise fängt die Zählung mit Francesc Macià i Llussà in der zweiten spanischen Republik 1932 an. Die historische ins 14. Jhd. zurückgehende Generalitat habe außer ihrem Namen in Kompetenzen nichts mit der modernen Generalitat gemeinsam. In katalanischer Zählung ist Salvador Illa (PSC) der 133. Präsident.